# Бретонес, Абель
Абель Бретонес Крус (исп. Abel Bretones Cruz; род. 21 августа 2000, Лангрео, Астурия) — испанский футболист, защитник клуба «Осасуна».

## Клубная карьера
Бретонес — воспитанник клуба «Лангрео». 9 марта 2019 года в матче против «Культураль Дуранго» он дебютировал во Втором дивизионе Испании. 7 ноября 2021 года в поединке против «Аросы» Абель забил свой первый гол за «Лангрео». В начале 2022 года Бретонес перешёл в «Овьедо», где начал выступать за дублирующий состав. 21 августа в матче против «Леганеса» он дебютировал в Сегунде за основной состав. 1 октября 2023 года в поединке против «Эльденсе» Абель забил свой первый гол за «Овьедо».
Летом 2024 года Бретонес перешёл в «Осасуну», подписав контракт на 5 лет. Сумма трансфера составила 2,8 млн евро. 17 августа в матче против «Леганеса» он дебютировал в Ла Лиге. 1 сентября в поединке против «Сельты» Абель забил свой первый гол за «Осасуну».